# Ofensiva de Tal Abyad (2015)
La Ofensiva de Tal Abyad fue una operación militar iniciada a fines de mayo de 2015, en el norte de la gobernación de Raqa, en una coalición entre las Unidades de Protección Popular kurdas y el Ejército Libre Sirio llamada Volcán del Éufrates, contra el grupo terrorista Estado Islámico. La campaña duró hasta el 10 de julio de 2015, y constituyó la segunda fase de la mucho mayor Operación Comandante Rûbar Qamishlo, que comenzó con una gran ofensiva para recapturar el oeste de la gobernación de Al Hasaka, e implicó la recaptura de Kobane con esta última. El objetivo particular de esta campaña recapturar el paso fronterizo de Tal Abyad y unir sus fuerzas con las del cantón de Kobane.

## Trasfondo
El 30 de junio de 2014, Tal Abyad cayó en manos del EI, que izó su bandera en el puesto fronterizo con Turquía. Una vez consumada su victoria, los terroristas anunciaron desde los alminares de las mezquitas locales que todos los kurdos debían abandonar Tal Abyad o ser ejecutados. Miles de civiles, incluyendo familias turcomanas y árabes, escaparon el 21 de julio. Las huestes del EI saquearon y destruyeron sistemáticamente las propiedades kurdas, y en algunos casos, los entregaron a familias árabes suníes provenientes desde Calamún, Deir Ezzor y Raqa, que habían sido desplazadas durante el transcurso de la guerra contra la organización terrorista.
En mayo de 2015, las YPG y sus aliados expulsaron al EI de un área de 4000 km² en el oeste de la gobernación de Al Hasaka, capturando partes de los campos de Mabrukah, Tal Tamer y Ras al-Ayn.

## La ofensiva

### Avances hacia Salouk

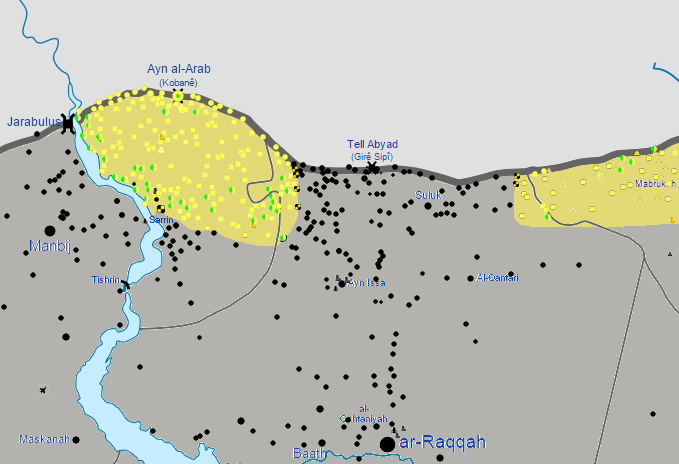
Situación militar en el norte de Siria al inicio de la ofensiva.

El 31 de mayo, las YPG capturaron cuatro localidades en el límite entre las gobernaciones de Al Hasaka y Raqa. Al mismo tiempo y en conjunto con el Ejército Libre Sirio, lanzaron una gran ofensiva desde el este del cantón de Kobane hacia Tal Abyad.
El 1 de junio, se reportó que más de 35 terroristas habían muerto en la ofensiva. Al día siguiente, Estado Islámico envió un contingente de 1500 yihadistas al oeste de Tal Abyad, para frenar el avance kurdo.
El 7 de junio, kurdos y rebeldes dieron inicio a la ofensiva y se hicieron con un número de localidades al suroeste de Ras al-Ayn. Durante las siguientes 48 horas, capturaron otras dos aldeas al este de la ciudad de Salouk, matando a 21 terroristas.
El 10 de junio, las YPG avanzaron sobre una colina y recapturaron otras cinco localidades al este de Salouk, mientras que una cantidad indeterminada de personas resultaron desplazadas y se dirigieron a la ciudad de Raqa.
Entre los días 11 y 12 de junio, las fuerzas kurdas penetraron en la parte oriental de Salouk y algunas otras localidades al este de la misma.
Para el 13 de junio, los kurdos y rebeldes se encontraban a solo 10 km de Tal Abyad, mientras que continuaban el asedio a Salouk y avanzaban por el este del cantón de Kobane. Ese mismo día, un bombardeo de la coalición internacional mató a 16 terroristas, incluyendo extranjeros. y Estado Islámico detonó el principal puente al este de Tal Abyad, con el propósito de retrasar la ofensiva kurda.
Miles de refugiados sirios se dirigieron en busca de asilo a Turquía, pero sus guardias fronterizos impidieron la entrada de estos al país.
El 14 de junio de 2015, las fuerzas aliadas estaban a 5 km de Tal Abyad, y capturaron 20 localidades al sureste de la ciudad, luego de que Estado Islámico se retirase de la región. Mientras tanto, los 150 terroristas remanentes amenazaron con retirarse debido a la falta de apoyo por parte de sus superiores. Asimismo, también habían abandonado Salouk tras un asedio de 48 horas, permitiendo a los aliados hacerse con el control de la ciudad.
Ese mismo día, un militante kurdo aseguró que Turquía había despejado el paso fronterizo, permitiendo a los terroristas escapar de la zona de conflicto. Según otro militante con base en Raqa, Estado Islámico retiró todo el equipamiento del hospital de Tal Abyad y lo trasladó a Raqa. Las YPG y el ELS avanzaron en el sureste y suroeste de Tal Abyad, capturando un número de poblados, mientras que Estado Islámico voló dos puentes.

### Captura de Tal Abyad
Durante la noche, un terrorista suicida se autodetonó cerca de un puesto de control kurdo, matando a 4 soldados de las YPG y 2 médicos antes de que los kurdos y rebeldes penetraran en la misma desde el este y oeste, y se reportó que los yihadistas huían hacia Turquía. Poco después, la aviación internacional bombardeó un cuartel de Estado Islámico dentro de la urbe. Horas más tarde, las fuerzas aliadas ingresaron a la ciudad industrial de Ayn Issa, ubicada en la ruta hacia Raqa.
El 15 de junio, las YPG y sus aliados capturaron Mashor Tahtani, en el sureste de Tal Abyad. También se hicieron con la ruta entre esta y Raqa, asediando la estratégica ciudad fronteriza de Tal Abyad y conectando los cantones de Jazira y Kobane. Luego, las partes sur y este de la ciudad, así como el paso fronterizo cayeron en manos kurdas. Mientas tanto, fuentes opositoras afirmaron haber capturado Ayn Issa. Once yihadistas se rindieron ante las autoridades turcas, y las fuerzas aliadas lograron capturar la mayor parte de Tal Abyad, aunque aún existían pequeños bastiones de resistencia de Estado Islámico. Ese mismo día murieron unos 40 terroristas que intentaban escapar hacia Ayn Issa.
Para el 16 de junio, Tal Abyad se encontraba en manos de las YPG y el ELS. Los aliados reforzaron sus posiciones en la ciudad y el paso fronterizo, mientras que Estado Islámico hizo lo mismo en Raqa. Simultáneamente, las YPG comenzaron a recibir refuerzos desde la gobernación de Al Hasaka, para impedir que los terroristas reabrieran sus líneas de aprovisionamiento.

### Base 93, Ayn Issa y la Ruta M4
Hacia el 15 de junio, las fuerzas kurdas tenían aparentemente a Ayn Issa y otros poblados al norte bajo su poder. También capturaron Shunaynah, reduciendo la presencia de los terroristas a un pequeño bolsillo de resistencia en el oeste de Tal Abyad, y una franja entre Ayn Issa y Al-Qartari, en el sur.
El 17 de junio, los primeros refugiados comenzaron a regresar a Tal Abyad. y cientos de combatientes de las YPG alcanzaron otras posiciones kurdas en la gobernación de Alepo, mientras que se produjo un gran incendio los campos al sur de Kobane.
Ese mismo día, las líneas defensivas de Estado Islámico al oeste de Tal Abyad colapsaron, según informes, bajo la presión de las fuerzas aliadas, y numerosos comandantes del grupo terrorista sobornaron a guardias turcos para que les permitiesen entrar al país. Estado Islámico también comenzó a enviar refuerzos a su último bastión en el sur. También se reveló que los combates en Ayn Issa continuaban, aunque las YPG y el ELS habían capturado algunos pueblos al oeste de la localidad.
El 19 de junio, las YPG capturaron otro pueblo y penetraron en Ali Bajliyya dos días después.
El 22 de junio, las fuerzas kurdas capturaron la base de la 93.ª Brigada, al noroeste de Ayn Issa, y avanzaron hasta estar a 7 km de la ciudad. Los terroristas se retiraron al este, hacia Ayn Issa. Al día siguiente, los kurdos penetraron en las afueras de la urbe.
Para el 23 de junio de 2015, las fuerzas aliadas habían capturado Ayn Issa, a excepción de los silos, luego de que Estado Islámico se hubiera retirado de la zona. Sin embargo, horas más tarde, dos contingentes de yihadistas lograron volver a ingresar a Ayn Issa. Al mismo tempo, se reportó un gran movimiento de civiles desde la ciudad de Raqa a Al Tabqa. Al final del día, las YPG y el ELS habían asegurado a Ayn Issa por completo, con lo cual se encontraban a 50 km de Raqa. Ese mismo día, los aliados capturaron numerosas localidades al sur de Tal Abyad, llegando hasta Abu Naytulah, al noroeste de Ayn Issa.
Hacia el 25 de junio, las YPG y el ELS ingresaron a Khirbat Hadla, en el suroeste de Ayn Issa y a solo 35 km de Raqa. Al día siguiente, se hicieron con lo que quedaba del área alrededor de la ruta M4, así como el segmento norte entre Ayn Issa y Raqa, con lo cual, cortaron la línea de aprovisionamiento de Estado Islámico entre las gobernaciones de Alepo y Al Hasaka.

### Últimos ataques de Estado Islámico y fin de la ofensiva
El 25 de junio de 2015, Estado Islámico lanzó un ataque suicida sobre Kobane, en venganza por los avances kurdos en Al Hasaka y Tal Abyad.
El 28 de junio, 6 terroristas fueron abatidos y otros 17 resultaron heridos en combates en la zona sur de Tal Abyad. Ese mismo día, se reportó que los terroristas se habían reagrupado en el lado turco de la frontera y estaban preparando un asalto a la ciudad.
El 30 de junio, una célula durmiente efectuó una razzia en un barrio al este de Tal Abyad, brevemente haciéndose con el mismo. Las YPG respondieron e intentaron rodear a los terroristas. Al día siguiente, las fuerzas kurdas recuperaron el control de la zona. El enfrentamiento resultó en la muerte de 3 yihadistas, más un suicida.
El 3 de julio, Estado Islámico se infiltró en la localidad fronteriza de Qinetra y 4 suicidas se autodetonaron, más un coche bomba. El ataque fue repelido con un saldo de 6 terroristas y 2 rebeldes muertos.
El 6 de julio, Estado Islámico recapturó Ayn Issa, tras un contraataque masivo que dejó a decenas de milicianos kurdos muertos y heridos, incluyendo un ataque en Sharakrak. Al día siguiente, las fuerzas aliadas recapturaron las 11 localidades que habían perdido en las últimas 24 horas, pero Ayn Issa continuó en manos de los terroristas hasta ser recapturada el 8 de julio. Se reportó que al menos 65 terroristas y 5 milicianos de las YPG fueron muertos en los combates en tierra, más otros 78 yihadistas que fueron ultimados por los bombardeos.
El 9 de julio de 2015, Estado Islámico lanzó otro contraataque en Ayn Issa, pero este fue repelido, y al día siguiente los kurdos declararon la victoria.

## Consecuencias

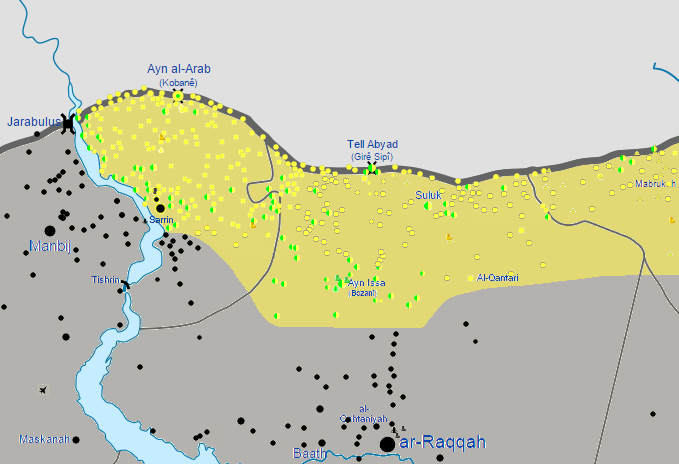
Situación militar en el norte de Siria al terminar la ofensiva.

Entre los días 14 y 18 de julio, Estado Islámico lanzó una serie de ataques suicidas en los alrededores de Tal Abyad y Salouk, resultando en la muerte de 16 terroristas y un miliciano kurdo.
El 23 de julio varios yihadistas se infiltraron en los campos de Salouk y atacaron Tal Himan. Sin embargo, las YPG repelieron el ataque y realizaron rastrillajes en busca de terroristas.
El 25 de julio, los alrededores de Tal Abyad fueron escenario de un nuevo ataque, perpetrado por unos 20 terroristas suicidas.
El 28 de septiembre, el OSDH denunció que un terrorista de Estado Islámico habría sido torturado hasta a muerte por las fuerzas de seguridad kurdas, luego de que este apareciera en un video jurando lealtad a Estado Islámico.
El 27 de febrero de 2016, Daesh lanzó un ataque en Tal Abyad desde el norte (Turquía) y sur. Sin embargo, Turquía negó haber dado salvoconducto a los terroristas. Unos 20 miembros de las YPG y 45 terroristas fueron muertos durante el ataque, según el OSDH, antes de ser repelidos por las fuerzas kurdas y los ataques aéreos de la coalición.

## Análisis estratégico
El periódico estadounidense Washington Post describió a Tal Abyad como «una de las posesiones más estratégicamente vitales de Estado Islámico», debido a su paso fronterizo con Turquía. Su captura por parte de los kurdos podría aislar la autoproclamada capital de Estado Islámico en Raqa, así como conectar las áreas que estos controlan en el norte de Siria.

## Reacciones
- Estados Unidos — El portavoz del Departamento de Estado, Jeff Rathke, expresó su preocupación sobre la situación de los derechos humanos de los combatientes kurdos sirios durante la ofensiva, que desplazó a una gran cantidad de personas.[69]
- Turquía — El presidente Recep Tayyip Erdoğan afirmó que la potencial captura de Tal Abyad por los kurdos supondría una «amenaza directa» a Turquía, y mostró su preocupación por los miles de refugiados que fueron desplazados por el conflicto. Asimismo, acusó a los kurdos de ocupar territorios árabes en su lucha contra Estado Islámico.[70][71]